# Sverre Thorstensen
Sverre Thorstensen (født 4. januar 1974 i Norge) er en norsk musiker og artist. Han er også kendt under aliasset KongSverre. Sverre Thorstensen medvirker også i Snuten. Hans hovedinstrument er piano og synthesizer, men bidrager også på udgivelser med trombone, gitar, bass og perkution. Instruerer i skolekorps. I tillæg er han musikalsk leder for Sørum Bigband.
Har spillet med i:
- Tordivel

- Penthouse Playboys

- Folk & røvere

- Sandvika Rock Teater

- Snuten

- KongSverre

- The Shire

- Rebekka & the mystery box

- + været gæsteartist med samtidsmusikensemblet POING

## KongSverre udgivelser
- NATUR 2004 Roger Sunshine Records. Denne plade er inspireret af Kraftwerk, Human League, og andre synthartister fra årene omkring 1981.
- Jazzelektro 2007 Roger Sunshine Records.